# Districte de Humenné
El districte de Humenné - (eslovac) Okres Humenné - és un dels 79 districtes d'Eslovàquia. Es troba a la regió de Prešov, al nord del país. Té una superfície de 754,24 km², i el 2013 tenia 63.905 habitants. La capital és Humenné.

## Demografia
| Godina             | 1994   | 2004   | 2014   | 2024   |
| ------------------ | ------ | ------ | ------ | ------ |
| Nombre de persones | 64.629 | 64.620 | 63.614 | 58.257 |
| Diferència         |        | −0,01% | −1,55% | −8,42% |

| Godina             | 2023   | 2024   |
| ------------------ | ------ | ------ |
| Nombre de persones | 58.688 | 58.257 |
| Diferència         |        | −0,73% |

## Llista de municipis

### Ciutats
- Humenné

### Pobles
Adidovce | Baškovce | Brekov | Brestov | Černina | Dedačov | Gruzovce | Hankovce | Hažín nad Cirochou | Hrabovec nad Laborcom | Hrubov | Hudcovce | Chlmec | Jabloň | Jankovce | Jasenov | Kamenica nad Cirochou | Kamienka | Karná | Kochanovce | Košarovce | Koškovce | Lackovce | Lieskovec | Ľubiša | Lukačovce | Maškovce | Modra nad Cirochou | Myslina | Nechválova Polianka | Nižná Jablonka | Nižná Sitnica | Nižné Ladičkovce | Ohradzany | Pakostov | Papín | Porúbka | Prituľany | Ptičie | Rohožník | Rokytov pri Humennom | Rovné | Ruská Kajňa | Ruská Poruba | Slovenská Volová | Slovenské Krivé | Sopkovce | Topoľovka | Turcovce | Udavské | Valaškovce | Veľopolie | Víťazovce | Vyšná Jablonka | Vyšná Sitnica | Vyšné Ladičkovce | Vyšný Hrušov | Závada | Závadka | Zbudské Dlhé | Zubné